# Jerze
Der Ort Jerze gehört zur Stadt Bockenem in Niedersachsen. Das Dorf hatte am 1. Oktober 2011 174 Einwohner.

## Geschichte
Erstmals wurde Jerze 1143 unter dem Namen Jericho erwähnt. Der Name leitet sich ab von einem Konrad von Jeriche, der dem ostfälischen Uradel angehört haben soll. Im Jahr 1317 wurde das Dorf an das Kloster Frankenberg in Goslar verkauft. Im Jahr 1587 wurde Jerze zum „Frey-Dorf“ d. h., dass die Bauern ihren Lehnsherren keine Dienste zu leisten brauchten.
Die St. Gertrud-Kirche im Ambergau gehört zur evangelisch-lutherischen Landeskirche in Braunschweig.
Über die Grenzen des Ambergaus bekannt sind das jährliche Krippenspiel in einer echten Scheune und die Hubertusjagd.
Am 1. März 1974 wurde Jerze, das dem Landkreis Gandersheim angehörte, in die Stadt Bockenem eingegliedert.

## Politik
Aufgrund seiner geringen Einwohnerzahl wird Jerze nicht von einem Ortsrat, sondern von einer Ortsvorsteherin vertreten. Aktuell ist Gesa Sälzer-Steinhoff (SPD) in dieser Funktion.